# Erich Kosiol
Erich Kosiol (* 18. Februar 1899 in Köln; † 7. September 1990 in Salzburg) war ein Ordinarius für Betriebswirtschaftslehre, der als einer der einflussreichsten Betriebswirte der Nachkriegszeit gilt. Seine Schwerpunkte waren die Bereiche Organisation und Rechnungswesen. Er entwickelte die „pagatorische Bilanzauffassung“.

## Leben
Erich Kosiol machte 1917 Abitur und war im Anschluss Soldat im Ersten Weltkrieg, wo er mit dem Eisernen Kreuz II. Klasse ausgezeichnet wurde. Ab 1919 studierte er in Bonn Mathematik, Naturwissenschaften und Philosophie und wurde 1922 mit einer mathematischen Dissertation zu den Grundlagen der Kinematik im hyperbolischen Raum bei Hans Beck an der Universität Bonn zum Dr. phil. promoviert. Ab 1922 studierte er zusätzlich Wirtschafts- und Sozialwissenschaften bei Eugen Schmalenbach, Rudolf Seyffert und Ernst Walb und legte im Jahr 1924 seine kaufmännische Diplomprüfung (Theorie der Lohnstruktur, veröffentlicht 1928) ab. Zwischen 1924 und 1926 war er zunächst in der Privatwirtschaft tätig, danach wissenschaftlicher Assistent am Seminar für Handelsbetriebslehre und ab 1928 Direktorialassistent und stellvertretender Direktor des neu gegründeten Einzelhandelsinstituts der Universität Köln unter Rudolf Seyffert.
Im Jahr 1931 habilitierte er sich an der wirtschafts- und sozialwissenschaftlichen Fakultät der Universität zu Köln mit der Arbeit Kalkulation und Kostengestaltung im Warenhandel unter besonderer Berücksichtigung der deutschen Handels-Enquète und erhielt die Lehrberechtigung.
Zum 1. Mai 1933 trat Kosiol der NSDAP bei (Mitgliedsnummer 2.226.835), außerdem war er Mitglied der SA und anderer NS-Organisationen.
Nach seiner Habilitation war er in Köln als Privatdozent und ab 1936 – nach kleineren Problemen wegen einer früheren DDP-Mitgliedschaft – mit einem Lehrauftrag für Exportwesen tätig, ab April 1937 als nicht beamteter, außerordentlicher Professor.
Nach Lehrstuhlvertretungen an der Universität Breslau (1938) und an der Hindenburg-Hochschule in Nürnberg (Sommersemester 1939) berief man ihn dort zum Wintersemester 1939 auf das dort neugeschaffene betriebswirtschaftliche Ordinariat. Er sei daraufhin auch für das Rektorenamt in Nürnberg im Gespräch gewesen, wozu es jedoch nicht kam. Von 1943 bis 1945 war er erneut Kriegsteilnehmer.
Im August 1945 wurde Kosiol von seinem Amt suspendiert, war seiner Aussage nach Anfang 1946 in einer Nürnberger Baufirma beschäftigt und bemühte sich im Rahmen seines Entnazifizierungsverfahren um seine Rehabilitierung, indem er sich als Antifaschist und „aktiver Widerstandskämpfer“ darzustellen versuchte, was Befremden erweckte. Er wurde schließlich im Oktober 1947 als Mitläufer eingestuft, einer möglichen Wiedereinstellung in Nürnberg „in einer einstweilen unverbindlichen Form“ kam eine Berufung nach Berlin zuvor, die wegen Kosiols politischer Belastung zunächst vorläufig war.
Ab 1948 – mit Gründung des Fachbereichs Wirtschaftswissenschaft – lehrte und forschte er bis zu seiner Emeritierung 1967 an der Freien Universität in Berlin. Daneben war er dort Direktor des Instituts für Industrieforschung und der Betriebswirtschaftlichen Bibliothek. Von 1962 bis 1963 hatte er eine Gastprofessur an der Universität Kobe in Japan inne.

## Forschungsschwerpunkte
Seine Forschungsschwerpunkte waren u. a. die Betriebswirtschaftliche Organisationslehre und das Rechnungswesen. Bekannt sind vor allem seine Werke zur „pagatorischen Bilanz“ und zur Kostenrechnung.

## Auszeichnungen
- 1962: Ehrendoktorwürde der Universität Wien[12]
- 1963: Ehrendoktorwürde der Universität zu Köln[12]

## Schriften (Auswahl)
- Theorie der Lohnstruktur. 1928
- Finanzmathematik. 1938
- Betriebsbuchhaltung und Kontenrahmen. 1940
- Kalkulatorische Buchhaltung. 1950
- Warenkalkulation in Handel und Industrie. 1953
- Leistungsgerechte Entlohnung. 1962
- Kostenrechnung. 1964
- Die Unternehmung als wirtschaftliches Aktionszentrum. 1966
- Bausteine der Betriebswirtschaftslehre, 2 Bände. 1973
- Organisation der Unternehmung. 2. Auflage 1976
- Kosten- und Leistungsrechnung. 1979